# 탕왕허구
탕왕허구(한국어: 탕왕하구, 중국어: 汤旺河区, 병음: Tāngwànghé Qū)는 중화인민공화국 헤이룽장성 이춘 시의 행정구역이다. 넓이는 1263km2이고, 인구는 2007년 기준으로 30,000명이다.

## 행정 구역
1개 가도를 관할한다.
- 가도: 河南街道.